# VoltDB
VoltDB — інноваційна відкрита СУБД, котра розвивається під керівництвом Майкла Стоунбрейкера (Mike Stonebraker), одного із засновників проектів Ingres і PostgreSQL.
СУБД VoltDB підтримує горизонтальне масштабування і орієнтована на обробку транзакцій в реальному часі (OLTP).  На недорогому кластері, зібраному своїми силами зі звичайних серверів, СУБД здатна обробляти мільйони транзакцій в секунду.  СУБД поширюється в двох варіантах: комерційному, із забезпеченням повноцінної підтримки, і вільному "Community Edition".  Код опублікований під ліцензією AGPLv3. 
VoltDB дозволяє досягти рівня продуктивності NoSQL-систем, зберігши при цьому підтримку виконання запитів на мові SQL і гарантовану транзакційну цілісність даних (ACID, атомарність і ізольованість транзакцій). Високу продуктивність VoltDB забезпечує несхожа на традиційні схема внутрішньої архітектури, що комбінує зберігання даних в пам'яті з концепцією розподіленої організації та розбиттям вмісту БД по розділах (партиціювання).  Продуктивність VoltDB збільшується майже лінійно при залученні додаткових серверів у кластер.  Кожен однонитевий розділ працює в автономному режимі, що виключає необхідність в блокуваннях і фіксації операцій.  Дані автоматично реплікуються всередині кластера, що дозволяє добитися високої доступності і виключає необхідність ведення журналу.  Всі дані кожного вузла повністю прокешовані в оперативній пам'яті, що забезпечує максимальну пропускну спроможність і виключає необхідність буферизації. 
На одному сервері запускається кілька вузлів VoltDB, кожен з яких прив'язується до окремого ядра CPU.  Для збереження даних на диск використовується концепція снапшотів, що відображають зріз даних, актуальних на момент створення снапшоту.  Робота з даними здійснюється через збережені процедури на мові Java, копії яких прикріплюються до кожного з розділів (ODBC/JDBC і пряме виконання SQL-операторів для всієї бази не підтримується).  При виконанні запиту, що зачіпає кілька розділів, в кожному з потрібних розділів викликається збережена процедура, а потім результати агрегуються.
При оцінці продуктивності в односерверній конфігурації СУБД VoltDB випередила традиційні OLTP СУБД в 45 разів, обробивши 53 тисяч транзакцій на секунду, у той час як інші СУБД на тому ж обладнанні могли виконати тільки 1155 транзакцій.  На 12-вузловому кластері СУБД VoltDB забезпечила виконання 560 тисяч транзакцій за секунду.  При цьому, VoltDB вже досить давно використовується в промисловій експлуатації і позиціонується як повністю стабільний продукт.

## Виноски
1. ↑  Release 11.0 — 2021.
2. ↑  Релиз открытой СУБД VoltDB 3.0, развиваемой одним из основателей Ingres и PostgreSQL. Архів оригіналу за 29 січня 2013. Процитовано 29 січня 2013.